# Gare de Saffré - Joué
La gare de Saffré - Joué est une gare ferroviaire française fermée de la ligne de Nantes-Orléans à Châteaubriant, située sur le territoire de la commune de Joué-sur-Erdre, dans le département de Loire-Atlantique, en région Pays de la Loire.
Elle est mise en service en 1907 par la Compagnie du chemin de fer de Paris à Orléans (PO) et fermée en 1980 par la Société nationale des chemins de fer français (SNCF), en même temps que le service voyageurs de la ligne. Elle fait partie des trois points d'arrêts qui ne sont pas réactivés lors de la réouverture de la ligne en 2014, avec La Claie et Casson. L'ancien bâtiment voyageurs est occupé par un particulier.

## Situation ferroviaire
Établie à 58 mètres d'altitude, la gare de Saffré - Joué est située au point kilométrique (PK) 463,992 de la ligne de Nantes-Orléans à Châteaubriant, entre les gares ouvertes de Nort-sur-Erdre et Abbaretz.

## Histoire
Lors de l'ouverture de la ligne en 1877, il n'y a pas de point d'arrêt sur la commune de Joué-sur-Erdre. Un arrêt sera créé au niveau du passage à niveau (PN) no 331 à la fin du XIXe siècle nommé « Le Pavillon ». Il passera au statut de « halte » avec la création d'une annexe accolée à la maison de garde barrière en 1907. En 1902, la compagnie du PO avait auparavant refusé cette transformation, arguant de la faible fréquentation du point d'arrêt. Cette annexe comporte alors un abri pour les voyageurs, une bascule, une petite recette avec son bureau et une lampisterie. Ce nouveau statut permet de proposer un service de bagagerie. C'est à cette occasion que la halte prend le nom « Saffré - Joué » ou de « Joué - Saffré », selon les sources (la maison de garde barrière, qui faisait alors office de bâtiment voyageurs, possède sur son fronton la plaque « SAFFRÉ - JOUÉ »).
En 2014, la maison de garde-barrière est occupée par un particulier. Elle est construite selon les plans-type de la compagnie du PO : elle est de modèle 1 avec un toit à deux pans au-dessus d'un étage. L'annexe est perpendiculaire à la maison côté route, et n'est constitué que d'un rez-de-chaussée.
En 1978, peu avant sa fermeture, quinze à vingt voyageurs fréquentent l'arrêt.
La halte est fermée le 31 mai 1980, en même temps que la relation commerciale Nantes - Châteaubriant, après le passage du dernier train, assuré par un autorail de type X 2400. Les travaux de rénovation de la ligne réalisés à l'occasion de la réouverture de la ligne Nantes- Châteaubriant en tram-train ont détruit le quai.

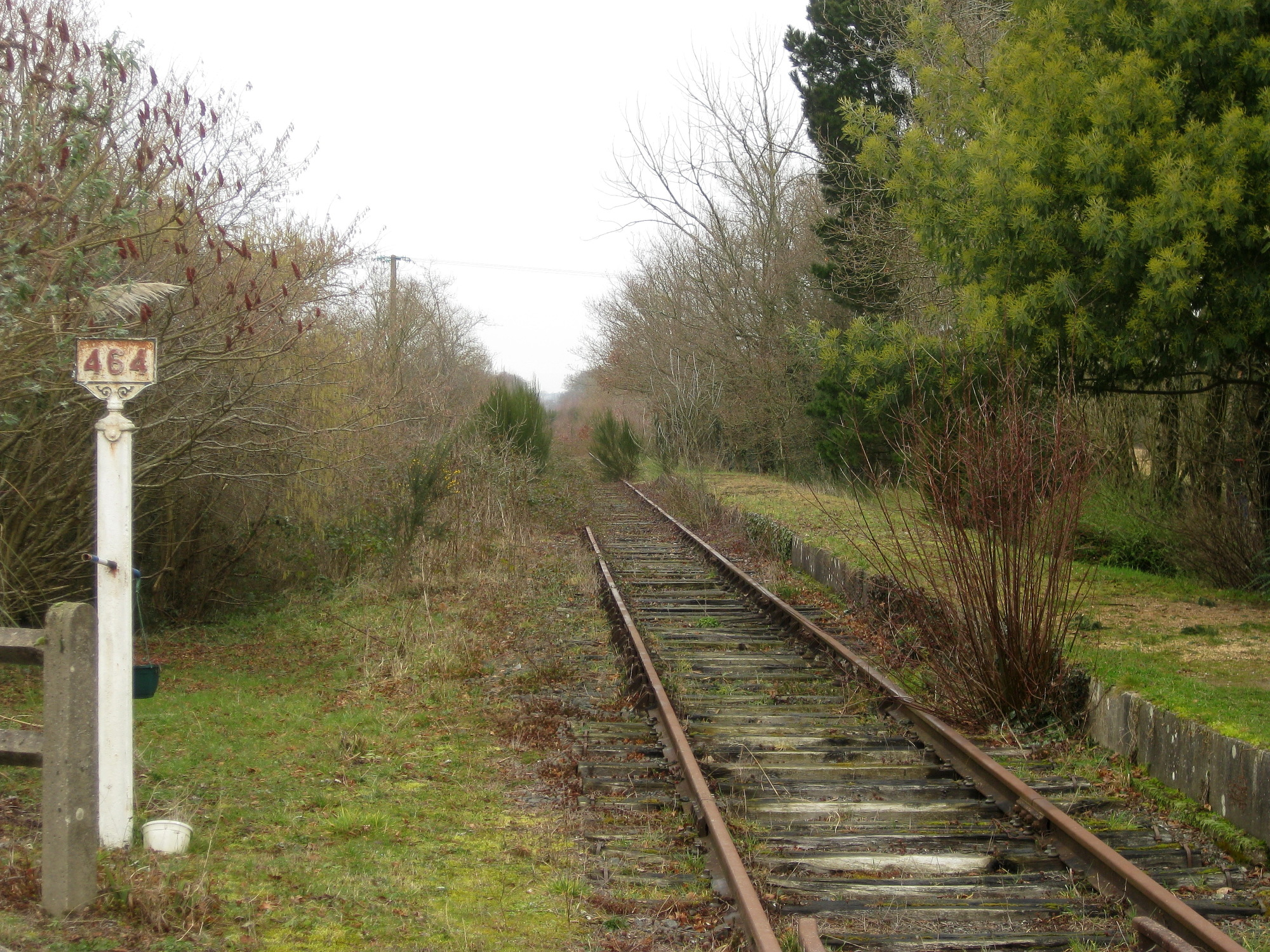
En 2009, la voie ferrée au niveau de l'ancienne halte, avant le début des travaux pour la réouverture de la ligne.
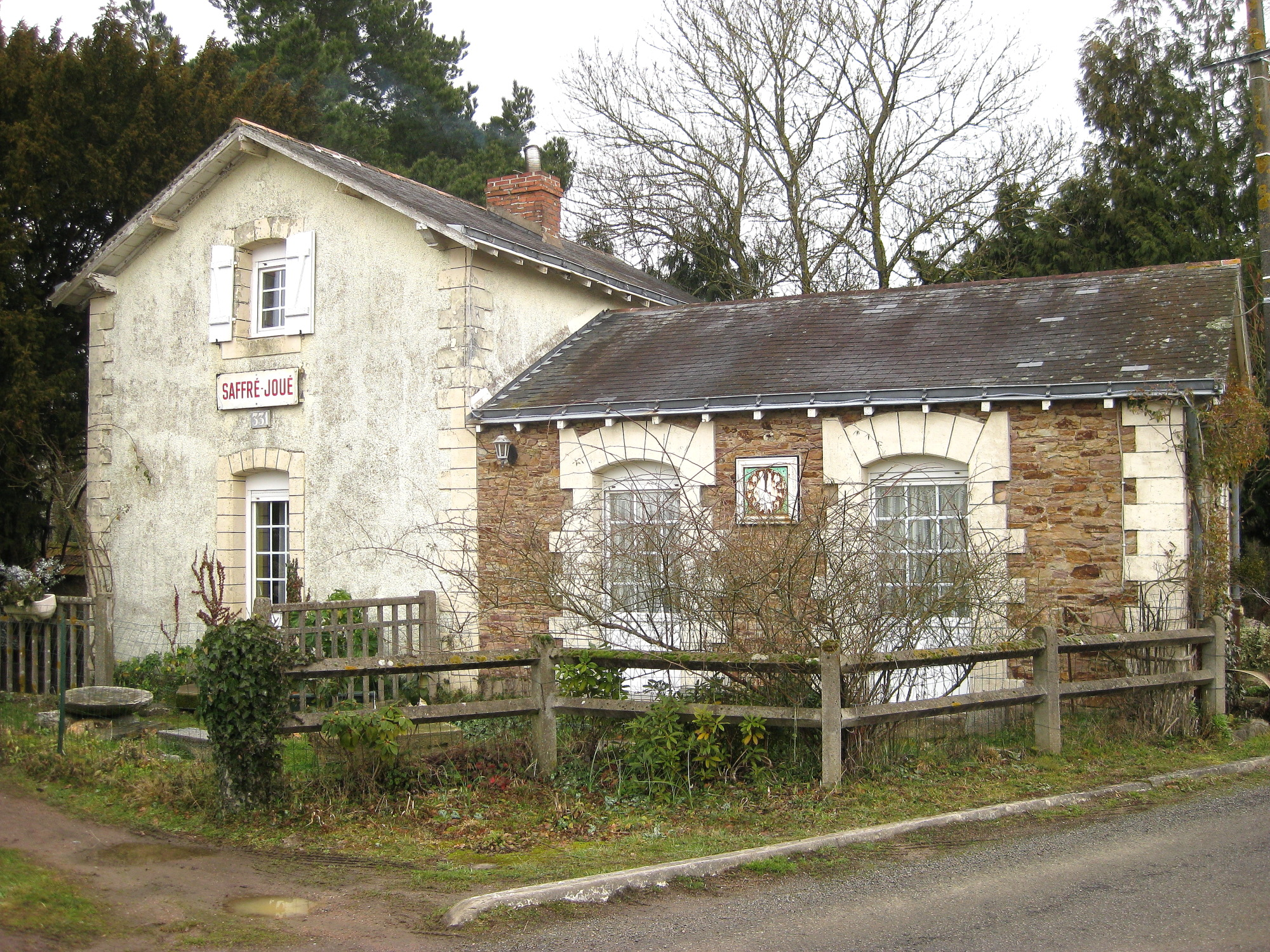
L'ancienne maison de garde-barrière et l'annexe de la halte accolée, avant le début des travaux pour la réouverture de la ligne.